# (168703) 2000 GP183
(168703) 2000 GP183 ist ein großes transneptunisches Objekt im Kuipergürtel, das bahndynamisch als Cubewano (CKBO) eingestuft wird. Aufgrund seiner Größe gehört der Asteroid möglicherweise zu den Zwergplanetenkandidaten.

## Entdeckung
2000 GP183 wurde am 2. April 2000 von einem Astronomenteam, bestehend aus Chad Trujillo, Jane Luu, Dave Jewitt, David Tholen und Scott Sheppard, mit dem 3,6-m-CFHT-Teleskop am Mauna-Kea-Observatorium (Hawaii) entdeckt. Die Entdeckung wurde am 22. Juli 2000 zusammen mit Borasisi bekanntgegeben, der Planetoid erhielt später von der IAU die Kleinplaneten-Nummer 168703.
Der Beobachtungsbogen des Planetoiden beginnt mit der offiziellen Entdeckungsbeobachtung am 2. April 2000. Seither wurde der Planetoid durch verschiedene erdbasierte Teleskope beobachtet. Im April 2017 lagen insgesamt 145 Beobachtungen über einen Zeitraum von 16 Jahren vor. Die bisher letzte Beobachtung wurde im April 2017 am Pan-STARRS-Teleskop (PS1) (Maui) durchgeführt. (Stand 15. März 2019)

## Eigenschaften

### Umlaufbahn
2000 GP183 umkreist die Sonne in 253,94 Jahren auf einer leicht elliptischen Umlaufbahn zwischen 36,80 AE und 43,40 AE Abstand zu deren Zentrum. Die Bahnexzentrizität beträgt 0,082, die Bahn ist 4,91° gegenüber der Ekliptik geneigt. Derzeit ist der Planetoid 36,82 AE von der Sonne entfernt. Das Perihel durchläuft er das nächste Mal 2023, der letzte Periheldurchlauf dürfte also im Jahre 1769 erfolgt sein.
Marc Buie (DES) klassifiziert den Planetoiden als Cubewano, wobei er zu den bahndynamisch «kalten» klassischen KBO gehört, während vom Minor Planet Center keine spezifische Einstufung existiert; letzteres ordnet ihn als Nicht-SDO und allgemein als «Distant Object» ein.

### Größe
Derzeit wird von einem Durchmesser von 359 km ausgegangen, basierend auf einem Rückstrahlvermögen von 4 % und einer absoluten Helligkeit von 6,3 m. Ausgehend von diesem Durchmesser ergibt sich eine Gesamtoberfläche von etwa 405.000 km². Die scheinbare Helligkeit von 2000 GP183 beträgt 21,91 m.
Da es denkbar ist, dass sich 2000 GP183 aufgrund seiner Größe im hydrostatischen Gleichgewicht befindet und somit weitgehend rund sein könnte, erfüllt er möglicherweise die Kriterien für eine Einstufung als Zwergplanet. Mike Brown geht davon aus, dass es sich bei 2000 GP183 um vielleicht einen Zwergplaneten handelt.
2000 GP183 scheint eine bläuliche (neutrale) Färbung aufzuweisen, weswegen die Albedo als vergleichsweise tief angenommen wird.
| Jahr                                         | Abmessungen km | Quelle   |
| -------------------------------------------- | -------------- | -------- |
| 2018                                         | 280,0          | Johnston |
| 2018                                         | 359,0          | Brown    |
| Die präziseste Bestimmung ist fett markiert. |                |          |